# Nobilinus bellulus
Nobilinus bellulus is een insect uit de familie van de gaasvliegen (Chrysopidae), die tot de orde netvleugeligen (Neuroptera) behoort. 
Nobilinus bellulus is voor het eerst wetenschappelijk beschreven door Banks in 1914.